# Au損害保険
au損害保険株式会社（エーユーそんがいほけん）は、東京都港区に本社を置く日本の損害保険会社である。略称「au損保」。

## 概要
2010年2月、あいおい損害保険（現・あいおいニッセイ同和損害保険）とKDDIの合弁会社として設立し、2011年5月25日からサービスを開始。NTTドコモは「ドコモの保険」、ソフトバンクは「ソフトバンクかんたん保険」を大手損保と包括提携し団体保険として既に損保商品の販売をしていたが、当社はジョイントベンチャーとしてauによるモバイル事業を展開するKDDIが直接出資して保険業に参入するという形態を採っている。なお、同様の形態で先行していたイーデザイン損害保険が通販型自動車保険の取扱いに特化しているのに対して、携帯キャリア他社のサービスと同様の短期契約・少額補償の旅行保険や自転車利用者向けの傷害保険の取扱いからスタートしている。
auのエンドユーザーは「auかんたん決済」での支払いが可能。（自己のau IDにログインできればau以外の通信キャリアのスマートフォンやiOS端末からでも決済利用可能）。auかんたん決済を利用しない場合は、クレジットカード払、au PAY、コンビニ払となる（au PAYやコンビニ払は一時払のみ可能で、旅行系の保険やゴルフ保険はコンビニ払不可となる）。
当社が引き受ける保険商品に加え、取扱代理店として、当社と提携する同業他社が引き受ける保険商品も取り扱っている。
2019年12月2日に証券会社のauカブコム証券（旧・カブドットコム証券）や生命保険会社のライフネット生命保険と共にKDDIからの承継によりauフィナンシャルグループの一員となった。

## 主な商品
1年契約、2年契約の月払・年払のスタンダード傷害保険と短期契約の海外旅行保険、国内旅行保険があり、スタンダード傷害保険は自転車保険や目的に応じた保険によりラインナップが細分化されている。
また、共済から少額短期・損害保険に昇格した損害保険を除き、国内資本の損害保険として初めてペット医療費用保険の認可を受け、2014年4月より「ペットの保険」の販売を開始した。
2013年10月に保険商品ブランド「あうて」（「あうて」は【あんしん・うれしい・ていねい】の頭文字の略語）を導入したが、2015年12月17日より、商品ブランド「あうて」を廃止した。また、併せて一部プラン名の変更を行っている。

### スタンダード損害保険
傷害保険をベースに補償範囲の差や個人賠償責任特約を加えたプラン構成が中心である。
また、自転車向け保険はいずれのプランにも自転車事故によるケガの場合に補償額が2倍となる特約や、自転車ロードサービスが付帯されている。
- 自転車向け保険 Bycle（交通事故の補償をベースに、自転車利用者向けの補償・サービスを手厚くしたプラン）
- 自転車向け保険 Bycle Best（日常生活全般の補償をベースに、自転車利用者向けの補償・サービスを手厚くしたプラン）
- 自転車向け保険 Bycle S（加入年齢を70 - 89歳に設定したプラン）
- ケガの保険 交通事故
- ケガの保険 日常の事故

### 海外旅行保険
- 海外旅行の保険

### 国内旅行傷害保険
- 国内旅行の保険
- ゴルフの保険

### ペット医療費用保険
- ペット保険 ワンコ保険
- ペット保険 ニャンコ保険

### 販売終了商品
以下は特記事項に記載の保険商品を除き、「あうて」への改称・補償内容の改定に伴い、2013年9月30日をもって販売終了（継続についても、「あうて スポーツ・レジャー+ゴルフ」を除いて終了）。
- Myスマート保険（スタンダード損害保険）
  - 100円 自転車プラン
  - 新自転車ワイドプラン
  - レジャープラン
  - ランナーズプラン（2012年5月24日をもって販売(新規契約)を終了し、スポーツプランへ統合）
  - スポーツプラン
  - ゴルフプラン
  - 開業記念 自転車プラン（「100円 自転車プラン」の設定に伴い、2011年10月末で販売終了）
  - 自転車ワイドプラン（「新自転車ワイドプラン」の設定に伴い、2012年1月31日で販売終了）
- Myスマート保険world（海外旅行保険）
  - 海外旅行保険
- Myスマート保険once（国内旅行傷害保険）
  - おでかけプラン
  - おでかけゴルフ保険
- あうて スポーツ・レジャー+ゴルフ（商品改定に伴い、2014年4月6日をもって販売(新規契約)を終了）

## 沿革
- 2010年
  - 1月29日 - KDDIとあいおい損害保険が携帯電話利用者対象の損害保険会社設立に基本合意[1]。
  - 2月23日 - モバイル損保設立準備株式会社（資本金3億円）として設立。
  - 9月30日 - 資本の額を45億円に増資。
- 2011年
  - 2月25日 - 金融庁より損害保険業免許取得[2]
  - 3月1日 - au損害保険株式会社に商号変更。
  - 5月25日 - 営業を開始[3]。
  - 7月1日 - 傷害事故の範囲を交通傷害としたスタンダード障害保険「Myスマート保険 自転車ワイドプラン」販売開始
  - 10月4日 - PCでの各種手続き（契約申込・マイページ）開始。これにより、PCを持っていればauユーザーでなくても申込可能となる。
  - 11月1日 - 自転車搭乗中等のみ特約保証付スタンダード損害保険「Myスマート保険 100円 自転車プラン」販売開始（この保険は元々開業記念商品として期間限定で発売されていた「開業記念 自転車プラン」の継続を求めるユーザーの声に応え、一部補償内容を変更して新たに商品化されたものである）。
  - 11月29日 - 海外旅行保険「Myスマート保険 world」販売開始
- 2012年
  - 1月18日 - 同年1月16日に「au」のブランドロゴが変更されたことに伴い、当社のコーポレートロゴマーク・コーポレートロゴを変更[4]。
  - 1月31日 - 「Myスマート保険 自転車ワイドプラン」の補償内容を見直し、イチおしコース以上の場合個人賠償責任補償額を最大1億円に引き上げ、高額賠償事故にも対応可能な「Myスマート保険 新自転車ワイドプラン」販売開始。
  - 2月28日 - 「Myスマート保険 新自転車ワイドプラン」に、補償内容はそのままで、家族や夫婦での一括契約が可能で一人当たりの保険料を割安に設定した「夫婦タイプ」・「家族タイプ」を追加。既存の「Myスマート保険 新自転車ワイドプラン」は「本人タイプ」となる（ただし、「夫婦タイプ」は2013年10月の補償内容改定に伴って廃止され、「家族タイプ」に集約）。
  - 3月27日 - iOS 5.0以上を搭載したiPhone/iPad/iPod touchでの各種手続きを開始。これにより、左記の端末であればauユーザーのみならず、ソフトバンクユーザーやWi-Fi環境利用時でも申込可能となる。
  - 5月1日 - auスマートパス会員向けに提供される「無料・自転車保険（自転車搭乗中等のみ特約付きスタンダード傷害保険）」の引き受けを開始。
  - 9月26日 - Android 2.1以上を搭載したスマートフォンでの各種手続きを開始。これにより、これまで申込ができなかったNTTドコモ並びにイー・モバイル・ウィルコム（2社は2014年8月にY!mobileにブランド統合）などでもスマートフォンであれば通信キャリアを問わず申込可能となる。
  - 11月19日 - 本店を東京都港区の城山トラストタワーから東京都渋谷区のエフ・ニッセイ恵比寿ビルへ移転[5]。
- 2013年
  - 3月27日 - ホールインワン・アルバトロス費用補償といったゴルフプレー中から自宅からの行き帰りの突然のアクシデントまで補償する国内旅行傷害保険「Myスマート保険once おでかけゴルフ保険」販売開始。
  - 10月1日 - 保険商品ブランド「あ・う・て」導入開始[6]。
  - 10月15日 - 自転車利用者のルール・マナーの浸透や事故の撲滅を目的に、スマートフォン向け無料アプリ「自転車の日」の提供開始[7]。
  - 12月17日 - auケータイ（フィーチャーフォン）における保険の新規申し込み受け付けを終了。
  - 12月18日 - 「あ・う・て おでかけ海外旅行」に家族内最大5人まで一括申込できる「家族タイプ」を追加。
- 2014年
  - 4月7日 - ペット医療費用保険「あうて ペットの保険」の販売開始。
  - 10月1日 - 2013年3月施行の改正保険業法によって可能となった保険募集の再委託制度を活用し、「あ・う・て ペットの保険」をベースにした保険商品を当社の親会社である、あいおいニッセイ同和損害保険株式会社が販売受託会社として同社の代理店を通じた販売を開始。併せて、トヨタ自動車との協力により、トヨタ系販売店（ディーラー）にも販売委託を行い、ディーラーを通じた販売も開始した[8]。
- 2015年
  - 7月21日 - 本店を東京都渋谷区東三丁目のエフ・ニッセイ恵比寿ビルから同区内恵比寿四丁目の恵比寿ガーデンプレイスタワーへ移転[9]。
  - 12月17日 - 保険商品ブランド「あ・う・て」の使用を終了し、これに伴って保険商品のプラン名称を変更[10]。同時に、日常生活中のケガまで補償する「自転車向け保険 Bycle Best（バイクル ベスト）」の販売開始。
- 2016年
  - 1月4日 - 自転車販売店チェーン「サイクルベースあさひ」を運営する株式会社あさひ向けにオリジナル自転車保険「サイクルパートナー」を開発し、同年2月より「サイクルベースあさひ」での案内を開始[11]。
  - 2月1日 - あいおいニッセイ同和損害保険の1日分の自動車保険「ワンデーサポーター」の取り扱いを開始。
  - 9月1日 - 「ペットの保険」に通院補償を追加した「通院ありタイプ」を追加し、販売開始（これに伴い、既存の「ペットの保険」は「通院なしタイプ」となる）。
  - 10月3日 - 加入年齢を70 - 89歳に設定した「70才からの自転車向け保険 Bycle S」の販売を開始。
  - 12月1日 - 自転車向け保険の全プランと「国内旅行の保険」、「ゴルフの保険」の通院5日以内のケガの補償を対象に、事故の連絡と保険金請求の手続きをWeb上で完結するサービスを開始。なお、自転車向け保険において契約から保険金請求までの手続きを全てWeb上で完結可能なサービスは当社が初めてとなる[12]。
- 2017年
  - 1月17日 - 既存の自転車向け保険の商品改定を行い、自転車用ヘルメットを正しく装着して自転車搭乗中に死亡した場合、死亡保険金に加えて特別保険金が支払われる「ヘルメット着用中死亡特別保険金補償特約」を新たに自動セット化。なお、特約の追加に伴う保険料の変更はなく、加入中の契約については継続による契約更新時に本特約が自動セットされる。
  - 10月1日 - 既存の自転車向け保険において、保険料と死亡・後遺障害補償の改定、個人賠償責任保険金額の増額が行われる。
  - 12月1日 - e-Net少額短期保険の賃貸住宅補償総合保険「新バリュープラン」の取り扱いを開始。
- 2018年
  - 2月1日 - 日本少額短期保険のスポーツサイクル専用車両・盗難保険「すぽくる」の取り扱いを開始。
  - 4月18日 - 「海外旅行の保険」が商品改定され、保険期間1 - 15日のプランのみに集約。
  - 6月11日 - 本店を東京都渋谷区の恵比寿ガーデンプレイスタワーから東京都港区の品川イーストへ移転[13]。
  - 9月3日 - Next少額短期保険並びにe-Net少額短期保険の分譲マンション専用家財総合保険「新マイホーム家財」の取り扱いを開始。
- 2019年
  - 7月1日
    - auスマートパスプレミアム会員向けに、スタンダード傷害保険「自転車・乗り物事故 入院費サポート」の提供を開始（会員であれば特典として、既会員の場合は開始当日より、当日以降に入会した場合は入会した翌日より自動付帯される）[14]。
    - この日を保険開始日とする契約をもって「ペットの保険」のあいおいニッセイ同和損害保険の代理店を通じての販売を終了。

  - 8月1日 - 「ペットの保険」が商品改定され、保険料の引き下げと被保険者の範囲を拡大を実施。また、当社（非幹事保険会社）とあいおいニッセイ同和損害保険（幹事保険会社）の2社が引受保険会社とする共同保険による引受方式へ移行され、当社はWebサイトの運営及び、保険引受・保全等に関する業務・事務の一部をあいおいニッセイ同和損害保険から委託を受け、業務代理・事務代行会社として対応する[15]。
  - 12月1日 - 株式会社博報堂アイ・スタジオと業務提携し、同社が提供している位置情報の収集・一元管理を行うサービス「TREK TRACK（トレックトラック）」に山岳地域のアクティビティに対応した損害保険（上限額を設けた救助費用と死亡保険金が補償された保険）を組み合わせて一体化したサービス「GREEN PROTECTION」を一部のスキー場向けに提供開始[16]。
  - 12月2日 - KDDIグループ内の金融事業における組織再編に伴い、KDDI株式会社保有分の全株式をauフィナンシャルホールディングス株式会社へ承継[17]。
- 2020年2月19日 - 当社のコーポレートロゴマーク・コーポレートロゴをauフィナンシャルホールディングスグループ統一ロゴ（"au"以外の書体をゴシック体としたロゴ）に変更[18]。
- 2021年
  - 2月22日 - 本店を東京都港区港南の品川イーストからへ虎ノ門の虎ノ門ヒルズ ビジネスタワーへ移転[19]。
  - 3月1日 - auスマートパスプレミアム会員向けに、特定感染症の発病や日常生活中のケガによって入院した場合に入院一時金を受け取ることが可能な「入院費サポート プラス感染症（特定感染症補償特約付スタンダード傷害保険）」の提供を開始[20]（2022年4月18日をもって販売を終了し、同年6月1日以降は満期に伴う保険契約の更新が不可となった[21]）。
  - 6月3日 - 保険料の支払にQR・バーコード決済サービスの「au PAY(ネット支払い)」が追加され、「auかんたん決済」による保険料支払いにPontaポイントの利用が可能となる[22]。
  - 7月30日 - 「新バリュープラン」・「新マイホーム家財」の当社での取扱を終了し、e-Net少額短期保険株式会社への直接申込へ移行[23]。
- 2023年6月1日 - 株式会社セブン-イレブン・ジャパン及び株式会社セブン・フィナンシャルサービスとの連携により、「ペットの保険」をセブン-イレブンのWebサイトやアプリを通じての販売を開始（本商品に限り、セブン-イレブンでの店頭払いを指定することで現金やnanacoでの支払いが可能となる）[24]。
- 2024年
  - 2月13日 - ペット保険の呼称を「ワンコ保険」・「ニャンコ保険」に変更[25]。
  - 7月1日 - 同日以降を保険開始日とする契約より、スタンダード傷害保険（自転車向け保険 Bycle Sを除く）とペット医療費用保険に自動契約特約を付帯化（付帯化に伴い、Pontaポイントによる保険料の支払いが不可となる）[26]。
  - 11月25日 - 本社を同じ虎ノ門1丁目のヒューリック虎ノ門第2ビルへ移転。
- 2025年
  - 1月7日 - 公益社団法人日本ユネスコ協会連盟との間で「持続可能な社会の実現に関する連携協定」を締結。これに伴い、同年1月以降加入分の「海外旅行の保険」と「国内旅行の保険」の販売数に応じて日本ユネスコ協会連盟の世界遺産活動や未来遺産運動に寄付する取り組みを開始[27]。
  - 6月10日 - 「海外旅行の保険」を2コース・6プラン体制へリニューアルし、「海外旅行キャンセル保険」の販売を開始[28]。